# Our Unwritten Seoul
Our Unwritten Seoul (Originaltitel: 미지의 서울 Mijiui seoul) ist eine südkoreanische Fernsehserie mit Park Bo-young, Park Jin-young und Ryu Kyung-soo. Die Premiere fand am 24. Mai 2025 auf tvN statt. Die Serie wird jeden Samstag und Sonntag um 21:20 Uhr ausgestrahlt und kann auf Netflix gestreamt werden.

## Handlung
Die Serie dreht sich um Yoo Mi-ji und Yoo Mi-rae, eineiige Zwillingsschwestern mit gegensätzlichen Persönlichkeiten, die aus irgendeinem Grund ihr Leben tauschen und durch eine Lüge ein völlig anderes Leben führen.

## Besetzung

### Hauptdarsteller
- Park Bo-young als Yoo Mi-ji / Yoo Mi-rae[3] (Lee Jae-in als Teenager Yoo Mi-ji / Yoo Mi-rae)[4]
- Park Jin-young als Lee Ho-soo[3] (Park Yoon-ho als Teenager Lee Ho-soo)
- Ryu Kyung-soo als Han Se-jin[5]

### Nebendarsteller
- Jang Young-nam als Kim Ok-hee[6]
- Cha Mi-kyung als Kang Wol-soon
- Kim Sun-young als Yeom Beon-hong[7]
- Im Chul-soo als Lee Chung-goo[8]